# Zündapp GTS 50

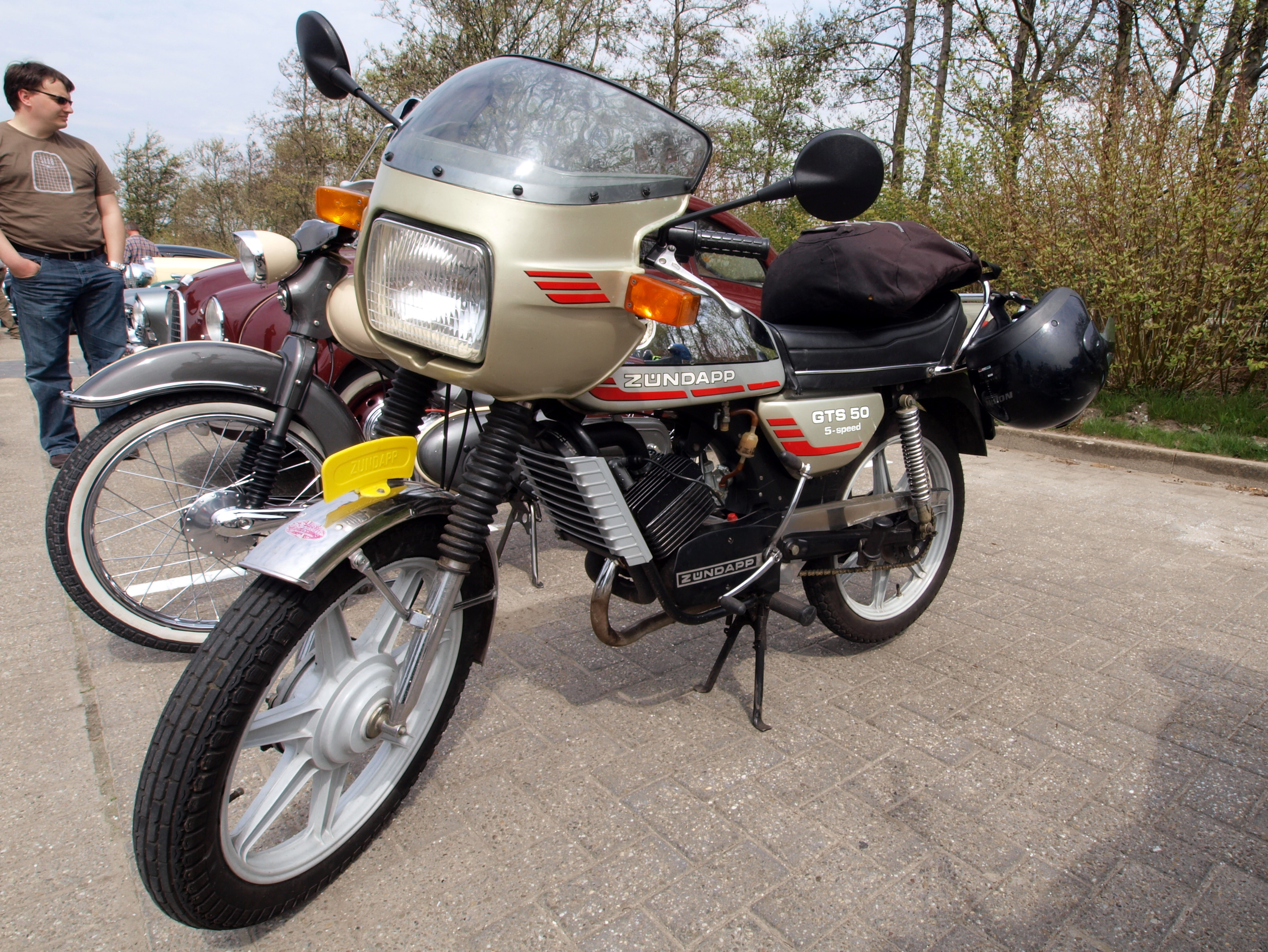
Zündapp GTS 50

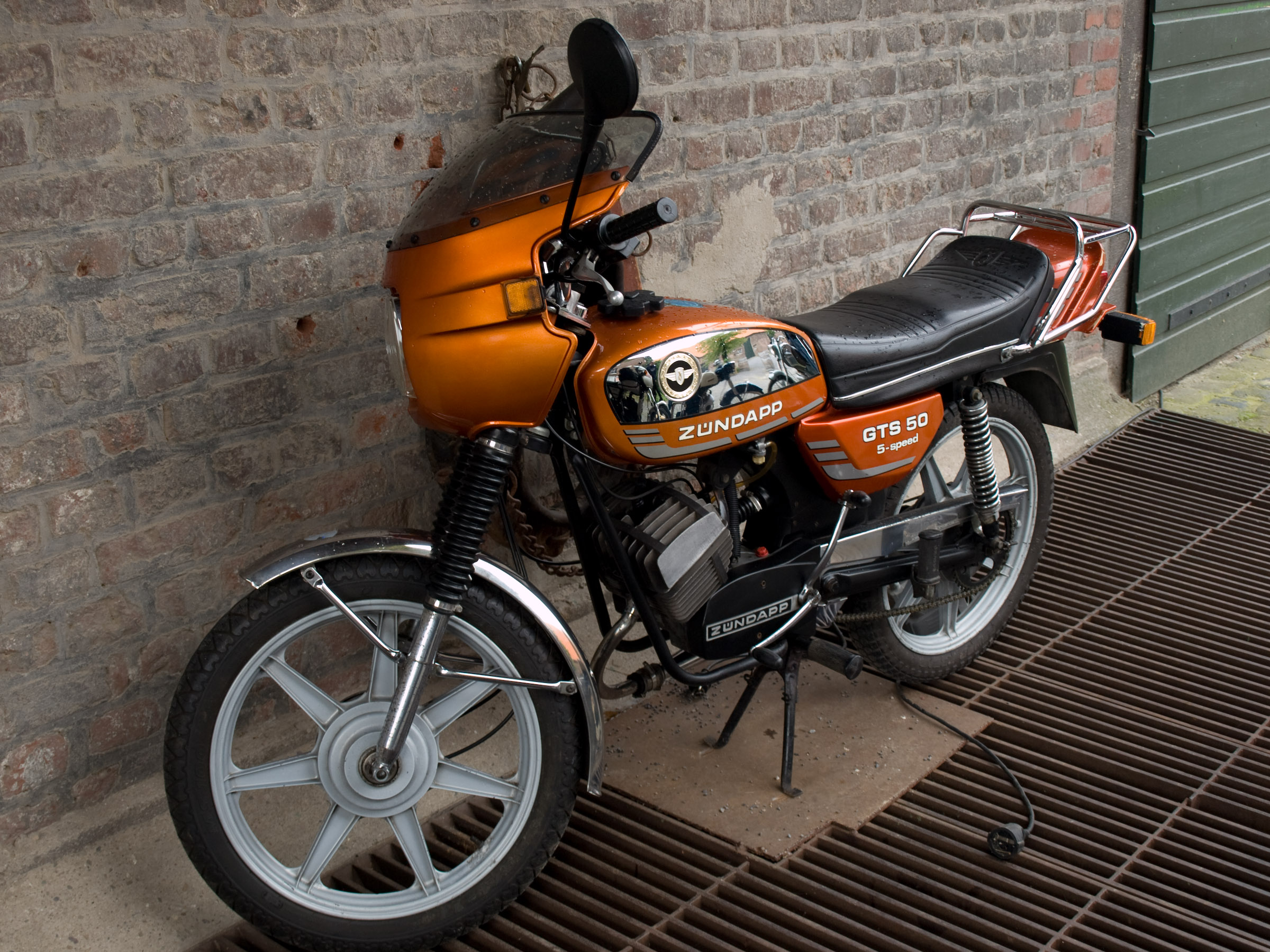
Zündapp GTS 50 5-Speed

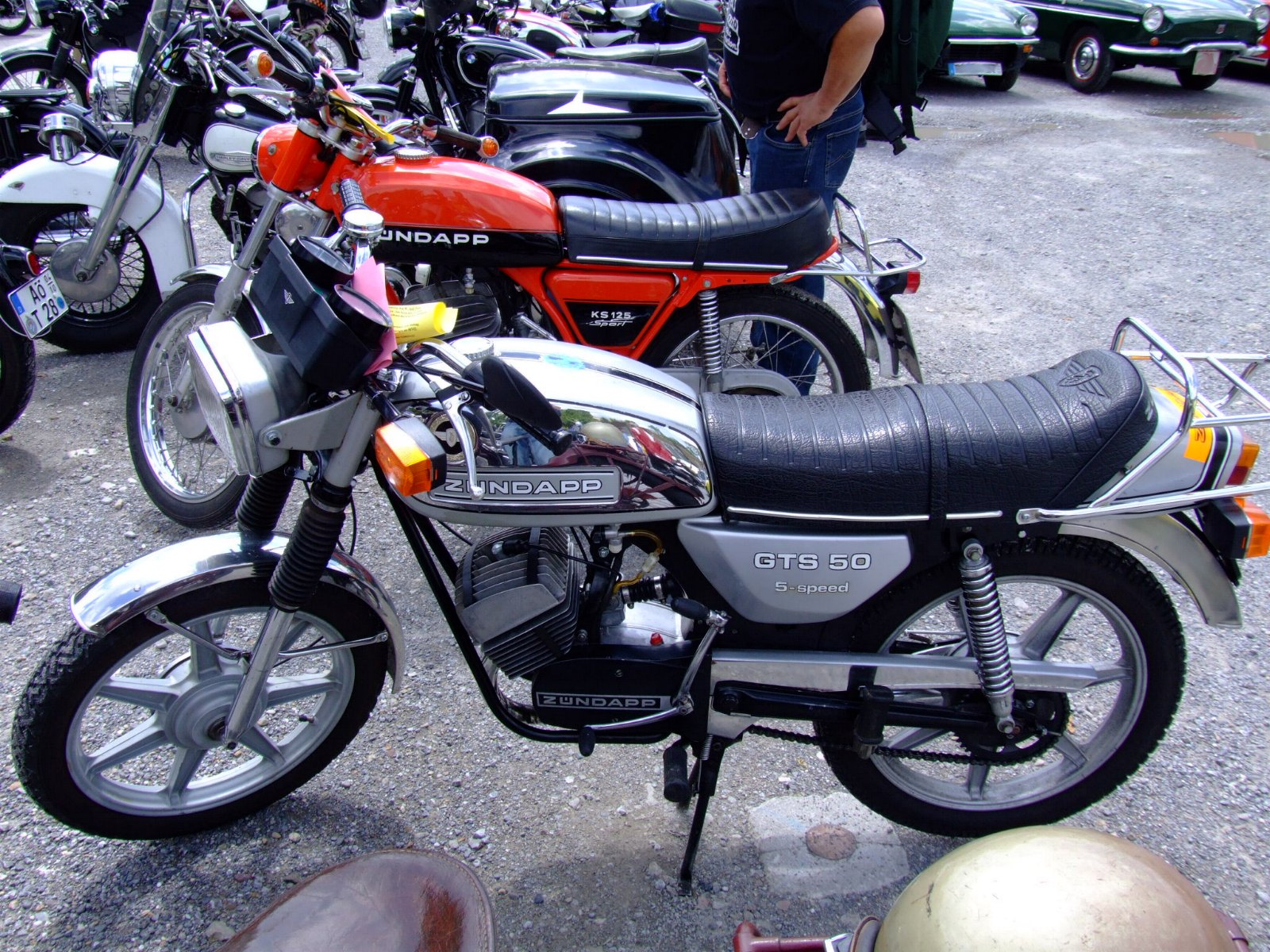
Zündapp GTS 50 5-Speed

Die Zündapp GTS 50 ist ein Mokick von Zündapp und wurde von 1972 bis 1984 in verschiedenen Ausführungen gebaut. Die Abkürzung GTS steht für Grand Tourisme Sport.

## Modellentwicklung
Es zeitlich aufeinanderfolgend drei  Varianten der GTS 50:
- 517: 1972–1976, 2,9 PS, 40 km/h, Vierganggetriebe, luftgekühlt
- 529: 1976–1983, 49,9 cm³, 2,9 PS, 40 km/h, Vier- oder Fünfganggetriebe, luftgekühlt
- 540: 1984, 49,9 cm³, 3,0 PS, 40 km/h, Fünfganggetriebe, wassergekühlt und Scheibenbremse vorne

Ab Modell 529-028 war ein Fünfganggetriebe verbaut, Triebwerk Typ 284. Alle anderen GTS 50 Modelle hatten ein 4-Gang-Getriebe Typ 280.
Bis 1983 setzten die Zündapp Werke auf ein sogenanntes Ziehkeil-Getriebe, welches zwischen jedem Gang einen Leerlauf hatte, woraus unangenehm lange Schaltwege resultierten. Im letzten Modell, Typ 540, wurde ab 1984 ein Klauenschaltgetriebe mit besonders kurzen Schaltwegen verbaut. Dieses Modell war nur als 5-Gang Version erhältlich. Der Typ 540 wurde nur ein halbes Jahr gefertigt und gilt deshalb als besonders seltenes Sammlerobjekt.
Da die GTS quasi baugleich mit dem Kleinkraftrad KS war, wurde sie, (so wie viele vergleichbare Kleinmotorräder aus deutscher Produktion) ein beliebtes Tuningobjekt und mit dessen speziellen Bauteilen (Auspuff, Zylinder) gerne „verbessert“, wodurch 7 PS bei 10000/min und 90 km/h möglich waren. Damit hatten „frisierte“ Mokicks oft eine höhere Leistung als die dann später eingeführten Leichtkrafträder mit 80 cm³.

## Technische Daten
| Fahrzeughersteller       | Zündapp                                     |
| Typ                      | GTS 50                                      |
| Ausführung               | 529-028                                     |
| Baujahr                  | 1980                                        |
| Kategorie                | Moped, Mokick                               |
| Motor                    |                                             |
| Motor                    | 284-210                                     |
| Motortyp                 | Einzylinder, 2-Takt                         |
| Hubraum                  | 49,9 cm3                                    |
| Leistung                 | 2,1 kW (2,9 PS) bei 5200/min                |
| Bohrung × Hub            | 39 × 41,8                                   |
| Antriebsart              | Kette                                       |
| Getriebe                 | 5-Gang-Fußschaltung                         |
| Kühlung                  | Luftgekühlt                                 |
| Höchstgeschwindigkeit    | 40 km/h                                     |
| Startertyp               | Kickstarter                                 |
| Anzahl der Sitzplätze    | 2                                           |
| Gewichte und Abmessungen |                                             |
| Leergewicht              | 88 kg                                       |
| Zulässiges Gesamtgewicht | 235 kg                                      |
| Räder und Bereifung      |                                             |
| Bereifung vorn           | 2.75-17                                     |
| Bereifung hinten         | 2.75-17                                     |
| Luftdruck vorn           | 1,8 / 1,8                                   |
| Luftdruck hinten         | 2,0 / 2,5                                   |
| Vorderbremse             | Trommelbremse 150 mm                        |
| Hinterbremse             | Trommelbremse 150 mm                        |
| Vergaser                 |                                             |
| Hersteller               | Bing                                        |
| Typ                      | 1/15/65 A; HD: 74                           |
| Hauptdüse                | 60                                          |
| Übersetzung              |                                             |
| Ritzel                   | 13 Zähne                                    |
| Kettenrad                | 43 Zähne                                    |
| Füllmengen               |                                             |
| Kraftstofftank           | 13,5 Liter                                  |
| Getriebe                 | 0,35 Liter                                  |
| Mischung                 | 1:50                                        |
| Elektrik                 |                                             |
| Zündung                  | Schwunglicht Magnetzünder Bosch 6V 19-10/5W |
| Elektrische Anlage       | 6 Volt                                      |
| Zündkerze                | W 8 D                                       |
| Geräusche                |                                             |
| Standgeräusch            | 61 dB (A)                                   |
| Fahrgeräusch             | 71 dB (A)                                   |